# Полмыкъявр
Полмыкъявр, или Палагыкъявр — небольшое озеро на Кольском полуострове, принадлежит бассейну Колы.
Расположено на территории сельского поселения Пушной Кольского района Мурманской области. Находится на высоте 185,8 метров над уровнем моря.
Длина озера с севера на юг составляет 2,71 км, ширина до 0,95 км. Площадь водной поверхности — 1,43 км². Через озеро протекает река Орловка (впадает в восточную часть, вытекает из северной), относящаяся к бассейну Колы.
К западу от Полмыкъявра находятся более мелкие безымянные озёра. Населённых пунктов на берегу озера нет.